# 目黒区立大岡山小学校
目黒区立大岡山小学校（めぐろくりつ おおおかやましょうがっこう）は、東京都目黒区平町に所在する公立小学校。

## 概要
1928年開校の大岡山尋常小学校以来の歴史をもつ。合唱の強豪校として全国的に知られており、NHK全国学校音楽コンクールでは小学校の部で史上初となる5年連続金賞を達成している。

## 沿革
- 1927年（昭和2年）3月31日 - 設置認可。場所は東京府荏原郡碑文谷1877番地。
- 1928年（昭和3年）1月9日 - 大岡山尋常小学校開校。
- 1929年（昭和4年）4月10日 - 校旗制定。
- 1934年（昭和9年）5月27日 - 10教室焼失、1教室半焼。
- 1935年（昭和10年）6月19日 - 目黒区平町86番地に新校舎完成。
- 1938年（昭和13年）1月9日 - 開校10周年。校歌制定。
- 1945年（昭和20年）5月24日 - 戦災により全校舎焼失。
- 1947年（昭和22年）12月26日 - 仮校舎教室復校。
- 1952年（昭和27年）11月3日 - 開校25周年。新校旗、新校歌制定。
- 1958年（昭和33年）10月29日 - 鉄筋3階建12教室・管理諸室完成。
- 1961年（昭和36年）12月22日 - 図書室、視聴覚室完成。その
- 1964年（昭和39年）9月7日 - 大岡山歩道橋完成。
- 1967年（昭和42年）3月6日 - 給食調理室増改築。
- 1968年（昭和43年）3月16日 - 屋内運動場兼講堂及びプール完成。
- 1972年（昭和47年）12月22日 - 鉄筋4階建8教室完成。
- 1975年（昭和50年）3月25日 - 防球網設置。学校広場の完成。
- 1981年（昭和56年）3月20日 - 西校舎屋上防球網設置完成。
- 1984年（昭和59年）8月31日 - 体育館改装完成。
- 1985年（昭和60年）12月26日 - 家庭科室、特別活動室、給食室、管理棟改修。
- 1989年（平成元年）10月31日 - 北校舎外壁及び図書室屋上改修。
- 1990年（平成2年）3月31日 - グリーンベルト設置。
- 1991年（平成3年）
  - 5月13日 - 大岡山コミュニティー道路完成。
  - 11月28日 - 南校舎特別教室改修。
- 1997年（平成9年）10月31日 - 開校70周年記念コンサート開催。
- 1998年（平成10年）10月6日 - 体育館フロア放送設備設置。
- 2001年（平成13年）6月12日 - プール槽改修。
- 2002年（平成14年）9月2日 - 新コンピュータ室完成。
- 2007年（平成19年）12月1日 - 開校80周年記念式典挙行。
- 2008年（平成20年）8月24日 - 給食室改修完成。
- 2009年（平成21年）8月12日 - 耐震耐力測定工事。
- 2012年（平成24年）5月6日 - 校庭整地工事。
- 2017年（平成29年）11月18日 - 開校90周年記念式典挙行。
- 2018年（平成30年）8月25日 - 校舎内照明LED化工事。
- 2019年（令和元年）
  - 7月13日 - 西校舎トイレ大規模改造工事。
  - 8月8日 - 体育館空調設備新設。
- 2020年（令和2年）
  - 1月10日 - 各教室プロジェクター・Wi-Fi設置工事。
  - 7月1日 - 校庭改修工事。
  - 12月6日 - 体育館床改修工事。
- 2021年（令和3年）2月18日 - 児童1人に1台の情報端末配布。

## 大岡山小学校合唱団
NHK全国学校音楽コンクールの常勝校である。
- 2000年 - 全国コンクール銅賞　　自由曲　「若返りの水」　作曲:福井文彦（編曲:竹内秀男）
- 2001年 - 関東甲信越ブロックコンクール銀賞　自由曲　「ブラックパンサー」　作曲:橋本祥路
- 2002年 - 全国コンクール優良賞　自由曲　「満月の不思議ポロロッカ」　作曲:橋本祥路
- 2003年 - 全国コンクール金賞　　自由曲　組曲「こころのてんきよほう」から「こころのありか」　作曲:鈴木憲夫
- 2004年 - 全国コンクール金賞　　自由曲　組曲「わたしが呼吸するとき」から「耳を澄ませば」　作曲:吉田峰明
- 2005年 - 全国コンクール金賞　　自由曲　組曲「日曜日」から「朝」　作曲:南安雄
- 2006年 - 全国コンクール金賞　　自由曲　組曲「虹がなければ」から「虹がなければ」　作曲:吉田峰明
- 2007年 - 全国コンクール金賞　　自由曲　組曲「虹がなければ」から「ねがい」　作曲:吉田峰明

## 著名な出身者
- 藤城清治（影絵作家）
- 伊勢谷友介（俳優、映画監督）

## 学区
- 南2丁目・南3丁目・碑文谷3丁目・碑文谷4丁目・平町1丁目・平町2丁目1～14番、17～18番・大岡山1丁目1～28番、32番。

## 交通
- 鉄道：東急東横線都立大学駅下車、徒歩約10分／東急目黒線大岡山駅下車、徒歩13分
- バス：目黒駅から東急バス黒01系統で約15分「大岡山小学校前」バス停から徒歩約3分。